# Titularbistum Brixellum
Brixellum (ital.: Brescello) ist ein Titularbistum der römisch-katholischen Kirche. 
Es geht zurück auf einen Bischofssitz in der Stadt Brescello, die sich in der italienischen Region Emilia-Romagna befindet. Es gehörte der Kirchenprovinz Modena an.
| Titularbischöfe von Brixellum |                                                      |                                                  |                  |                  |
| Nr.                           | Name                                                 | Amt                                              | von              | bis              |
| 1                             | Jean-Jerôme Adam CSSp Titularerzbischof pro hac vice | emeritierter Erzbischof von Libreville (Gabun)   | 29. Mai 1969     | 27. Oktober 1976 |
| 2                             | István Katona                                        | Weihbischof in Vác, Weihbischof in Eger (Ungarn) | 3. November 1989 |                  |